# Teodorico Ranieri
 (mars 2018).
Si vous disposez d'ouvrages ou d'articles de référence ou si vous connaissez des sites web de qualité traitant du thème abordé ici, merci de compléter l'article en donnant les références utiles à sa vérifiabilité et en les liant à la section « Notes et références ».
 Teodorico Ranieri   (né à Orvieto, Italie, et mort en France le 7 décembre 1306) est un cardinal italien de la fin du XIIIe siècle et du XIVe siècle.

## Biographie
Ranieri est notamment prieur de l'abbaye de S. Andrea à Orvieto, chanoine à Città Nova et auditeur à la rote romaine. En 1295 il est nommé archevêque de Pise et en 1300 camerlingue de la Sainte Église et capitaine général de la province du Patrimoine.
Le pape Boniface III le crée cardinal lors du consistoire de 17 décembre 1295.  Pendant  son épiscopat Palestrina est détruit et Raniero le reconstruit à ses propres dépenses, comme cardinal-évêque de Palestrina.
Le cardinal Raniero participe au conclave de 1303, lors duquel le pape Benoît XI est élu  et au conclave de 1304-1305 (élection de Clément V).